# Cneu Otávio (cônsul em 76 a.C.)
Cneu Otávio (em latim: Cneus Octavius) foi um político da gente Otávia da República Romana eleito cônsul em 76 a.C. com Caio Escribônio Curião. Era filho de Marco Otávio, tribuno da plebe em 133 a.C. e adversário de Tibério Graco, ou Marco Otávio, também tribuno da plebe e proponente de uma lei que aumentava o preço do milho vendido ao povo. Era neto de Cneu Otávio, cônsul em 128 a.C. e teve um filho, Marco Otávio, comandante da frota de Pompeu durante a Guerra Civil de César.

## Carreira
É possível que ele tenha sido o pretor urbano que propôs a "Formula Octaviana", uma lei que determinava a restituição das propriedades e dinheiro obtidos por meios violentos ou ameaças de violência. Otávio foi eleito cônsul em 76 a.C. com Caio Escribônio Curião e foi descrito como uma pessoa gentil, mas que, desde muito jovem, sofrias as sequelas de uma gota que o impedia de caminhar. Apesar de amigo, Cícero não o considerava um bom orador.